# Liste der Baudenkmale in Kirchdorf (bei Sulingen)
In der Liste der Baudenkmale in Kirchdorf (bei Sulingen) sind alle Baudenkmale der niedersächsischen Gemeinde Kirchdorf aufgelistet. Die Quelle der Baudenkmale ist der Denkmalatlas Niedersachsen. Der Stand der Liste ist der 1. April 2021.

## Allgemein
In den Spalten befinden sich folgende Informationen:
- Lage: die Adresse des Baudenkmales und die geographischen Koordinaten. Kartenansicht, um Koordinaten zu setzen. In der Kartenansicht sind Baudenkmale ohne Koordinaten mit einem roten Marker dargestellt und können in der Karte gesetzt werden. Baudenkmale ohne Bild sind mit einem blauen Marker gekennzeichnet, Baudenkmale mit Bild mit einem grünen Marker.
- Bezeichnung: Bezeichnung des Baudenkmales
- Beschreibung: die Beschreibung des Baudenkmales. Unter § 3 Abs. 2 NDSchG werden Einzeldenkmale und unter § 3 Abs. 3 NDSchG Gruppen baulicher Anlagen und deren Bestandteile ausgewiesen.
- ID: die Objekt-ID des Baudenkmales
- Bild: ein Bild des Baudenkmales, ggf. zusätzlich mit einem Link zu weiteren Fotos des Baudenkmals im Medienarchiv Wikimedia Commons. Wenn man auf das Kamerasymbol klickt, können Fotos zu Baudenkmalen aus dieser Liste hochgeladen werden:

## Kirchdorf

### Einzelbaudenkmale
| Lage                                        | Bezeichnung              | Beschreibung | ID       | Bild           |
| ------------------------------------------- | ------------------------ | --- | -------- | -------------- |
| Rathaustraße 3 52° 35′ 49″ N, 8° 50′ 1″ O   | Kirche                   | Das klassizistische Saalgebäude der evangelischen St.-Nicolai-Kirche mit Querhaus wurde von 1830 bis 1833 von Ludwig Hellner errichtet. Der Westturm steht unter einem achteckigen Helm. | 34436409 | Weitere Bilder |
| Marktstraße 1 52° 35′ 46″ N, 8° 49′ 55″ O   | Wohn-/Wirtschaftsgebäude | Das Zweiständer-Hallenhaus wurde noch im 18. Jahrhundert unter einem Krüppelwalmdach errichtet.                                                                                          | 37305875 |                |
| Brunnenstraße 7 52° 35′ 44″ N, 8° 50′ 30″ O | Wohn-/Wirtschaftsgebäude | Das Zweiständer-Hallenhaus mit Gitterfachwerk wurde unter einem Krüppelwalmdach errichtet.                                                                                               | 34436313 |                |

### Ehemalige Gruppe: Hofanlage Rathausstraße
Die Gruppe „Hofanlage Rathausstraße“ bestand aus der Hofstelle des 19. Jahrhunderts. Heute befindet sich dort ein Restaurant. Die Gruppe hatte die ID 34627681

| Lage                                       | Bezeichnung              | Beschreibung | ID       | Bild |
| ------------------------------------------ | ------------------------ | --- | -------- | ---- |
| Rathausstraße 5 52° 35′ 51″ N, 8° 50′ 1″ O | Wohn-/Wirtschaftsgebäude | Das Vierständer-Hallenhaus wurde 1837 unter einem Halbwalmdach errichtet. Wegen der Veränderungen wurde das Gebäude 1996 aus dem Denkmalverzeichnis gestrichen.                                  | 34436359 | BW   |
| Rathausstraße 5 52° 35′ 51″ N, 8° 50′ 2″ O | Wirtschaftsgebäude       | Das Fachwerkgebäude wurde als Stall und Scheune um 1850 unter einem Satteldach errichtet. Wegen der Veränderungen wurde das Gebäude 1996 aus dem Denkmalverzeichnis gestrichen.                  | 34436334 | BW   |
| Rathausstraße 5 52° 35′ 51″ N, 8° 50′ 2″ O | Speicher                 | Der eingeschossige Fachwerkspeicher wurde zu Beginn des 19. Jahrhunderts unter einem Satteldach errichtet. Wegen der Veränderungen wurde das Gebäude 1996 aus dem Denkmalverzeichnis gestrichen. | 34436384 | BW   |

## Kuppendorf
| Lage                                 | Bezeichnung | Beschreibung                                                                                | ID       | Bild |
| ------------------------------------ | ----------- | ------------------------------------------------------------------------------------------- | -------- | ---- |
| Heerde 1 52° 34′ 15″ N, 8° 50′ 48″ O | Stall       | Der Fachwerkstall für Schafe mit Längseinfahrt wurde unter einem Krüppelwalmdach errichtet. | 34436429 | BW   |

## Scharringhausen
| Lage                                           | Bezeichnung | Beschreibung                                                                          | ID       | Bild |
| ---------------------------------------------- | ----------- | ------------------------------------------------------------------------------------- | -------- | ---- |
| Varreler Straße 11 52° 35′ 45″ N, 8° 48′ 38″ O | Backhaus    | Das eingeschossige Fachwerkgebäude steht auf einem Sockel und unter einem Satteldach. | 34436496 |      |
| Varreler Straße 11 52° 35′ 45″ N, 8° 48′ 38″ O | Speicher    | Der eingeschossige Fachwerkspeicher steht unter einem Satteldach-                     | 34436516 |      |